# Vicente Mariscal
Vicente Mariscal (1838 - 1891) fue un militar y político mexicano. Participó en la llamada Guerra de Reforma y luchó contra la intervención francesa y el imperio de Maximiliano. En 1872 fue designado  por el presidente Benito Juárez gobernador de Yucatán que se encontraba en estado de emergencia debido a una insurrección que había estallado el 13 de marzo de 1872 y que se había adherido al Plan de La Noria.

## Datos históricos
Fue un militar que se desempeñó en contra del ejército francés durante la intervención francesa en México y que luchó en contra de las fuerzas que sostuvieron el Segundo Imperio Mexicano encabezado por Maximiliano I de México.
Como resultado de las elecciones estatales de 1869 en las que habían resultado electos Manuel Cirerol y Canto como gobernador y José Apolinar Cepeda Peraza como vicegobernador, se dio un alzamiento en el oriente del estado bajo el argumento de que tales elecciones habían sido fraudulentas y que en todo caso ya habían transcurrido los dos años del periodo legal para el que habían sido elegidos tales funcionarios. Los insurrectos se adhirieron además al plan de la Noria encabezado por Porfirio Díaz en contra del presidente Juárez.
Benito Juárez, a la sazón presidente de México, envió al general Vicente Mariscal, paisano suyo, para que apaciguara a los rebeldes y restableciera el orden en el estado de Yucatán. A su llegada a la entidad, el 9 de abril de 1872, Mariscal se encontró que el coronel Francisco Cantón Rosado había tomado la ciudad de Mérida en nombre de un grupo local que también deseaba restaurar el orden y que había señalado su adhesión a la Constitución de 1857 y a la federación mexicana.
Vicente Mariscal le señaló a Cantón cuál era su misión y le pidió que se sometiera a sus órdenes. Este último contestó que lo haría siempre y cuando se le garantizara que el designio popular de terminar la gestión de Cirerol sería cumplido. Al satisfacerse la demnda de Cantón, Mariscal asumió el mando en la capital del estado y de inmediato procedió a licenciar las tropas insubordinadas, a reorganizar los servicios y restablecer el orden. Envió a un joven militar, Olegario Molina, a hacerse cargo de los tropas en el oriente del estado y contó con el apoyo del coronel Cantón para su labor.
Un año después, el 17 de abril de 1873, se dio por terminado el estado de excepción que había en Yucatán y el ya presidente de México, Sebastián Lerdo de Tejada, designó a Ignacio R. Alatorre como nuevo gobernador de Yucatán. 
Vicente Mariscal regresó a la Ciudad de México como diputado al Congreso de la Unión por Yucatán. No ejerció el cargo, sin embargo, porque se le puso al frente del batallón de zapadores del ejército federal. Más tarde fue comandante militar en el estado de Sonora y, a partir de 1876, fue nombrado jefe de gobierno en ese estado, a este último a dejar el poder en 1879.
Murió siendo magistrado de la corte militar a los 53 años de edad, en 1891.